# Alena Machoninová
Alena Machoninová (* 1980 Praha) je česká spisovatelka, rusistka, filoložka a překladatelka.

## Život
Machoninová vystudovala rusistiku a komparatistiku na Univerzitě Karlově. Dvacet let jezdí do Ruska, z toho 15 let tam žila. Působila na Moskevské státní univerzitě jako lektorka českého jazyka a literatury. V roce 2023 žila v Gruzii, v listopadu téhož roku se vrátila do Česka.
Databáze Národní knihovny v březnu 2025 uváděla šestnáct z ruštiny přeložených knih, plus dvě přeložené divadelní hry. Napsala doslovy k prózám, jejichž autory jsou např. Ljudmila Ulická, Andrej Platonov, Marija Stěpanovová nebo Oksana Vasjakinová. Některé z jejich knih také přeložila.
V roce 2015 s Janem Machoninem sestavila antologii básníků lianozovské školy Zloději všedních okamžiků.
V roce 2022 připravila k vydání Dějiny ruské moderny své učitelky Miluše Zadražilové.
V roce 2023 debutovala prózou Hella. Ta je pátráním po osudu české německé Židovky Heleny Frischerové, která prožila deset let v sovětských lágrech, a také vyprávěním o současném Rusku. Román získal cenu Nadace Českého literárního fondu za významné literární dílo roku 2023 a ocenění Kniha roku Magnesia Litera.